# بيركهولدريات
البيركهولدريات (الاسم العلمي: Burkholderiales) هي رتبة من البكتيريا تتبع الطبقة من طائفة المتقلبات البيتا.
وهي جراثيم سلبية الغرام. تتضمن عدداً من الجراثيم الممرضة، بما فيها أنواع البيركهولدرية والبورديتيلة والرالستونيا Ralstonia. كما تتضمن أيضاً الجراثيم الأوكسالية Oxalobacter، والتي تستخدم حمض الأوكسالات كمصدر للكربون.   

## التصنيف
- البيركهولدرات
  - البيركهولدرية